# Estación de Regina (Metrorrey)
La estación Regina (también conocida como Metro Regina) es una estación del Metro de Monterrey. Está ubicada al sur de Avenida Alfonso Reyes en el municipio de Monterrey. Fue inaugurada el 31 de octubre de 2007. El nombre de la estación se debe a que esta se ubica en los límites de la colonia Regina al norte de Monterrey. La palabra Regina en latino e italiano significa "La Reina".
A partir del año 2015 comenzó a contar con enlace al sistema Ecovía entre las 10:00am y 4:00pm, así como a la ruta alimentadora A215 (Ciudad Universitaria - Penitenciaría). El enlace al sistema Ecovía se hacía mediante un circuito llamada Mitras - Regina, el cual recorría únicamente el tramo entre estas estaciones, efectuando además parada en las estaciones Celulosa, 20 de Noviembre e Hidalgo. En 2017 desaparecía el enlace con la ruta alimentadora A215 debido a su bajo pasaje. Finalmente, en el año 2020 el circuito Mitras - Regina derivado de la pandemia de COVID-19 y el bajo pasaje en este.
El 5 de diciembre de 2022 fue cerrada temporalmente, debido al cierre del tramo elevado de la línea 2 por diversas fallas estructurales encontradas, reanudando operaciones el 13 de marzo de 2023 junto con la estación Niños Héroes. Si bien la estación no tenía falla estructural alguna al ser subterránea, las operaciones fueron cesadas debido a que no se cuenta con un aparato cambiavías en la estación para la correcta operación de los trenes, por lo cual no fue habilitada como terminal provisional de la línea.

## Galería
|                                |
| Área principal de la estación. |

|                                |
| Vista exterior de la estación. |